# Луганський державний цирк
Луганський державний цирк — приватний культурний заклад обласного значення, побудований з ініціативи місцевої влади й урочисто відкритий Юрієм Нікуліним у листопаді 1971 року.

## Історія цирку
У листопаді 1971 року в Луганську відбулось урочисте відкриття нового сучасного приміщення державного цирку. Кошти, будматеріали та будівельників на будівництво цирку виділили підприємства міста, оскільки цирк будувався з ініціативи місцевої влади. Активну участь у будівництві взяв тодішній керівник області, перший секретар Луганського обкому Володимир Шевченко, він сприяв тому, що на урочисте відкриття прибув Юрій Нікулін. У цей день 29 листопада 1971 Юрій Володимирович дав єдину спеціальну виставу для всіх, хто будував своїми руками цирк.
Нова будівля цирку була побудована за типовим проектом, розробленим у 1966 році московським інститутом «Діпротеатр» (архітектори С. М. Гельфер та Г. В. Напреєнко, конструктор В. Корнілов). У кінці 1960-х — середині 1970-х років проект цирку був реалізований ще в дев'яти великих містах колишнього СРСР, спочатку в Новосибірську, а далі в Уфі, Самарі, Донецьку, Пермі, Харкові, Воронежі, Кривому Розі і Брянську.
За час існування Луганський цирк з виступами відвідали видатні майстри арени: дресувальники — представники династії Дурових, Запашних, дресувальниця усурійських тигрів — Маргарита Назарова, Михайло Багдасаров. Зі своїми знаменитими атракціонами «Тигри і левиці» і «Тигри на конях» виступали Людмила та Володимир Шевченко. Серед відомих клоунів у Луганському цирку виступав Михайло Румянцев відомий кільком поколінням глядачів як «Карандаш», Юрій Нікулін та Михайло Шуйдін, Олег Попов, Юрій Куклачов, Валерій Серебряков та інші. Серед видатних ілюзіоністів тут побував Ігор Кіо, Наталя Рубанова, Олег Сокіл, Отар Ратіані. Жителі міста познайомилися з творчістю циркових артистів з Угорщини, Чехословаччини, Німеччини, Монголії, Польщі.

## Характеристика цирку
Цирк розрахований на 1800 посадочних місць, він же є і кіноконцертним комплексом. Приміщення збудоване так, що тут можуть проходити не тільки на циркові вистави, а й передбачено майданчик для виступу вокальних виконавців і ансамблів, а також екран для демонстрації кінострічок. Це ціле містечко, «циркоград», який включає в себе готель, стайні, репетиційну базу, кухні для людей і тварин, душові для тих і для інших, багато підсобних приміщень, склади, майстерні.

## Артисти цирку
Цирк виховав відомих циркових артистів, які виступають зі своїми номерами по всьому світу. Гордістю Луганського цирку є Заслужений артист України Віктор Шульженко, Заслужений артист Росії Анатолій Приз, сім'я Мітітелу, сім'я Кірашових, що виступають у різних жанрах, а як велофігуристи вони стали лауреатами всесоюзного конкурсу артистів естради, пізніше вони ставили номери з дресованими рептиліями і мавпами. Нині їх син Рафаель, продовжувач циркової династії, є лауреатом національного конкурсу артистів естради, лауреатом Міжнародного фестивалю циркового мистецтва «Циркове майбутнє». Він входить до рейтингу найкращих циркових артистів світу, знімався в програмі французького телебачення «Найкращі циркові артисти світу», був учасником телевізійних проектів «Україна має талант», «Хвилина слави», а нещодавно удостоївся почесного звання «Заслужений артист естради України».
Серед артистів-луганчан, якими пишається край, є Марина та Олександр Крот та їхній син Євген, які виступають із номерами «Гімнасти в рейнському колесі» й «Дресура в ритмі танцю» (собаки та коти). Цікаво проходять виступи екзотичних тварин Тетяни Шакурової, сім'ї Майчук, вони виступають з номером «Пташина феєрія», де є як домашні, так і екзотичні та хижі птахи. Колишній артист цирку Анатолій Марчевський став народним артистом Росії та директором і художнім керівником Єкатеринбурзького цирку.

## За часів України
У 2002 році на базі Луганського державного цирку було створено відділення естрадно-циркового мистецтва Луганського обласного коледжу культури, що перейменовано на відділення естрадно-циркового мистецтва коледжу Луганської державної академії культури й мистецтв. Відділенням керує директор цирку Дмитро Касьян, який у 2011 році отримав відзнаку заслуженого діяча культури з фахового мистецтва. За роки свого існування педагоги відділення підготували десятки висококласних номерів, з якими артисти виступають як в Україні, так і гідно представляють вітчизняне циркове мистецтво за кордоном.
У 2002 році з ініціативи державного підприємства «Луганський державний цирк», Луганської державної академії культури й мистецтв та комунального закладу «Луганський обласний Центр навчально-методичної роботи, культурних ініціатив і кіномистецтва», з метою сприяння взаєморозумінню і взаємозбагаченню в галузі культури й мистецтва, пропаганди циркового мистецтва та творчого пошуку талановитої молоді засновано Фестиваль дитячих та молодіжних циркових колективів, шкіл та виконавців «Циркове майбутнє». Фестиваль проходить за підтримки Міністерства культури України та Управління культури і туризму Луганської обласної державної адміністрації. Автором проекту став директор Луганського державного цирку Дмитро Касьян. Перший фестиваль відбувся в приміщенні Луганського державного цирку й мав статус регіонального. У 2005 році — набув статусу Всеукраїнського, а у 2007 році фестиваль вийшов на міжнародний рівень. З 2005 року єдиний в Україні молодіжний Фестиваль циркового мистецтва проходить за підтримки Міністерства культури України, а з 2007 року частину фінансових витрат фестивалю взяло на себе Управління культури, національностей та релігій Луганської обласної державної адміністрації.
Щорічно у фестивалі беруть участь колективи, виконавці та гості з України, Росії, Білорусі, Латвії, Литви, Естонії, Молдови, Узбекистану, Вірменії, Голландії, Данії, Іспанії, Італії, Німеччини, Польщі, Фінляндії, Франції, Чехії, Швейцарії, Швеції, Великої Британії, США. За час існування Фестивалю у ньому взяли участь понад 800 аматорських і професійних виконавців з різних країн.
У 2010 році заходи даного фестивалю включали циркову кавалькаду вулицями міста, урочисте відкриття, круглий стіл та майстер-класи за жанрами в рамках науково-практичного семінару «Сучасне циркове мистецтво в європейському полікультурному просторі», гала-вистава лауреатів та призерів. Учасників фестивалю чекала культурна програма: вони відвідали виставу Луганського обласного академічного українського музично-драматичного театру «Ніч під Івана Купала», здійснили екскурсію до Луганського обласного краєзнавчого музею.
У програмі V фестивалю, який пройшов у 2011 році, окрім конкурсних переглядів, була також проведена науково-практична конференції «Сучасне циркове мистецтво в європейському полікультурному просторі», пройшли майстер-класи за жанрами, «круглі столи», багатогранна екскурсійна програма.
У конкурсних переглядах фестивалю узяли участь понад 150 колективів та виконавців із України, Росії, Білорусі, Татарстану, Італії, Швеції, Швейцарії, Великої Британії та інших країн світу. Членами журі стали відомі в цирковому світі фахівці. Гран-прі V Міжнародного фестивалю дитячих і молодіжних циркових колективів і виконавців «ЦИРКОВЕ МАЙБУТНЄ» отримали гімнасти на різновисоких турніках: номер «Extreme flight» м. Луганськ, Україна, керівник — Едуард Кара.
Луганський цирк ставить перед собою ціль пропагувати циркове й естрадне мистецтво, надавати глядачам різноманітні додаткові послуги.

## Після окупації
В ході бойових дій на Сході України будівля луганського цирку зазнала ушкоджень. Після окупації Луганську сепаратистами й проголошення ЛНР Луганському цирку було запропоновано переїхати на контрольовані Україною території, проте колектив цирку на чолі з директором Дмітрієм Касьяном від цієї пропозиції відмовився. Натомість, в ряді російських та підконтрольних сепаратистам джерелах установа іменується як «Державний цирк ЛНР», а також повідомляється про опіку Державної циркової компанії Російської Федерації..